# Priotyrannus megalops
Priotyrannus megalops är en skalbaggsart som först beskrevs av Henry Walter Bates 1889.  Priotyrannus megalops ingår i släktet Priotyrannus och familjen långhorningar.
Artens utbredningsområde är Filippinerna. Inga underarter finns listade i Catalogue of Life.